# Ampedus boisduvali
Ampedus boisduvali is een keversoort uit de familie kniptorren (Elateridae). De wetenschappelijke naam van de soort is voor het eerst geldig gepubliceerd in 1862 door Fauvel.